# Ultima: Escape from Mt. Drash
Ultima: Escape from Mt. Drash è un videogioco per Commodore VIC-20 sviluppato nel 1983. Viene considerato un capitolo "non canonico" della serie Ultima, dato che in realtà il gioco non ha legami con gli altri episodi se non nel titolo.

## Sviluppo
Il gioco è stato sviluppato da Keith Zabalaoui, un amico di Richard Garriott, per Sierra On-Line. Questa, che aveva da poco pubblicato Ultima II, decise di utilizzare il nome nella speranza di vendite maggiori, pur non possedendone i diritti (che erano in mano a Garriott). Tuttavia i risultati commerciali furono molto scarsi, tanto che la Sierra, probabilmente per non incappare in noie legali o per la scarsa qualità del titolo, decise di ritirare tutte le copie dal mercato; queste subirono una sorte simile alle cartucce invendute di E.T., ovvero furono sepolte.
Per un lungo periodo il gioco è stato considerato inesistente, fino alla effettiva conferma dello stesso Zabalaoui; tuttavia è solo nel 2003 che una confezione viene scoperta da un collezionista americano. Dal 2003 ad oggi solo una decina di copie complete sono venute alla luce; l'ultima è stata acquistata da un collezionista italiano su eBay tramite un'asta terminata nel giugno 2009. Il prezzo finale è stato di 1.875$.